# Luigi Terragno

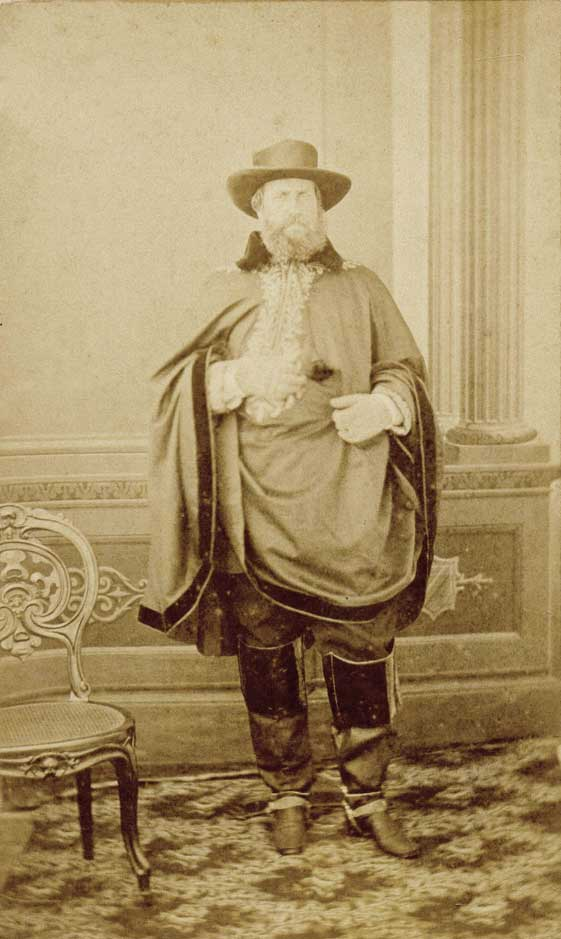
Fotografia do imperador Pedro II.

Luigi Terragno, conhecido como Luís Terragno, (Itália, c. 1831 — Porto Alegre, 16 de setembro de 1891) foi um fotógrafo ítalo-brasileiro. Radicado na capital gaúcha, fotografou a cidade, importantes eventos e personalidades, como o imperador Dom Pedro II.
Seu primeiro atelier era na esquina das atuais ruas Vigário José Inácio com General Vitorino. Depois disso, mudou-se várias vezes, mas hoje é reconhecido como pioneiro na arte fotográfica.
Em 1851 passou por Pelotas, regressando a Rio Grande em agosto de 1853. Neste segundo momento, já teria abandonado o daguerreótipo, passando a trabalhar com retratos de eletrótipo, processo mais rápido que o anterior. Permanece em Rio Grande de agosto a novembro de 1853.
Casou-se em 1855 com Balbina Ciro, com quem teve quatro filhos: Luísa (1858), Vítor (1861), Cândido (1863) e Antônio (1875). Em 1865 fotografou eventos da Guerra do Paraguai e os membros da família imperial como Dom Pedro II(foto ao lado), Conde d'Eu e o Duque de Saxe em trajes de gaúcho, sendo reconhecido como "Fotógrafo Imperial".
Viajou para a exposição do bicentenário dos Estados Unidos em 1876 e em 1881 participou da Exposição Brasileira-Allemã, em Porto Alegre, quando apresentou seus produtos e inovações. Desenvolveu o sulfomandiocato de ferro, ácido extraído a partir do sumo da mandioca, como fixador fotográfico.
A partir da década de 1880, com inúmeros fotógrafos estabelecidos na cidade, teve seu prestígio e clientelas reduzidas, optando por mudar-se para Pelotas, em 1885, porém retornou a Porto Alegre em 1887. 
Maçom, foi fundador da Loja Luz e Ordem em 1869, ainda existente, e da qual foi dirigente até 1880. Quando do seu falecimento, a imprensa da capital gaúcha registra que "Luís Terragno era um dos fotógrafos mais antigos da cidade. Morreu pobre, apesar de ser homem ativo, honesto e competente". Nenhum dos seus filhos seguiu a carreira do pai. 